# Снежниця
Снєжніца (словац. Snežnica) — село, громада округу Кисуцьке Нове Место, Жилінський край. Кадастрова площа громади — 5,51 км².
Населення 1021 особа (станом на 31 грудня 2018 року).

## Історія
Снєжніца згадується 1426 року.

## Географія
Протікає потік Снежниця.

## Населення
| Рік:            | 1994. | 2004.    | 2014.   | 2024.    |
| --------------- | ----- | -------- | ------- | -------- |
| Кількість осіб: | 893   | 987      | 988     | 1129     |
| Різниця:        |       | +10,52 % | +0,10 % | +14,27 % |

| Рік:            | 2023. | 2024.   |
| --------------- | ----- | ------- |
| Кількість осіб: | 1127  | 1129    |
| Різниця:        |       | +0,17 % |